# USS Bon Homme Richard (CV-31)
USS Bon Homme Richard (CV-31) bio je američki nosač zrakoplova u sastavu Američke ratne mornarice i jedan od nosača klase Essex. Bio je drugi brod u službi Američke ratne mornarice koji nosi ime Bon Homme Richard. Služio je od 1944. do 1971. godine. Sudjelovao je u borbama u Drugom svjetskom ratu, Vijetnamskom ratu i Korejskom ratu. Bon Homme Richard je odlikovan s 1 borbenom zvijezdom (eng. battle stars – odlikovanje za sudjelovanje u bitkama) za sudjelovanje u bitkama u Drugom svjetskom ratu i s pet borbenih zvijezda za sudjelovanje u Korejskom ratu.
Povučen je iz službe 1971. godine, a 1992. je prodan kao staro željezo.

### Zajednički poslužitelj
|  | Zajednički poslužitelj ima stranicu o temi USS Bon Homme Richard (CV-31)    |
|  | Zajednički poslužitelj ima još gradiva o temi USS Bon Homme Richard (CV-31) |